# Marvel Entertainment
Marvel Entertainment, Inc. – najstarszy oraz najbardziej spopularyzowany amerykański producent i wydawca komiksów na świecie założony w 1933 roku na terenie USA w Nowym Jorku. Właścicielem firmy jest The Walt Disney Company.
W skład firmy wchodzi m.in. największe wydawnictwo komiksowe na świecie – Marvel Comics, wydawca takich postaci jak Spider-Man, Hulk, Iron Man, Kapitan Ameryka, grupa X-Men oraz wielu innych. W sumie Marvel jest prawnym właścicielem blisko 5 tysięcy postaci. Do firmy należy również holding Marvel Toys dawniej występujący jako Toy Biz zajmujący się produkcją zabawek z postaciami firmy Marvel.
Marvel Entertainment od lat rywalizuje z drugą co do wielkości firmą komiksową na świecie – DC Comics, która z kolei należy do największego rywala Disneya – Time Warner.

## Historia
W 1933 roku w Nowym Jorku z inicjatywy Martina Goodmana powstało przedsiębiorstwo Marvel Publishing. Po sześciu latach, w 1939 roku założył on gazetę z komiksami o nazwie Timely Comics. Pierwszym z bohaterów komiksów był Kapitan Ameryka. Po udanej premierze postaci wydawnictwo zaczęło się stopniowo rozrastać i tworzyć inne postacie. W 1950 roku zmieniono nazwę firmy na Atlas Comics. Czytelnicy jednak coraz mniej chętnie kupowali komiksy z tymi samymi bohaterami i ostatecznie po wystąpieniu problemów finansowych nazwę wydawnictwa w drugiej połowie lat 50 dwudziestego wieku zmieniono na bardziej uniwersalną i charakterystyczną nazwę – Marvel Comics (w takiej postaci wydawnictwo występuje do dziś). Lata 60 to tzw. złota era dla Marvela, nazywana „Komiksową erą Marvela” (z ang. The Marvel age of comics). W listopadzie 1961 roku Stan Lee i Jack Kirby opublikowali pierwszy zeszyt Fantastycznej Czwórki. W 1962 roku odbyła się premiera Spider-Mana w antologii Amazing Fantasy. Postać ta zyskała wielkie uznanie wśród czytelników komiksów, co sprawiło, że firma stała się największą tego typu w USA. Dziś Spider-Man jest jednym z symboli światowej pop kultury. Lee i Kirby ponownie współpracowali w 1963 roku i stworzyli grupę mutantów X-menów. Marvel od tego czasu stał się największym amerykańskim wydawcą komiksów, wyprzedzając swojego długoletniego konkurenta DC Comics.
Obecnie Marvel Comics (czasem określane jako Marvel Publishing) jest jedną z filii Marvel Entertainment, które zajmuje się produkcją komiksów, filmów oraz seriali z postaciami franczyzy pod markami Marvel Studios oraz Marvel Animation. W firmie powstał również holding Marvel Toys zajmujący się produkcją zabawek z bohaterami wytwórni Marvela, m.in. ze Spider-Manem oraz Iron Manem.
31 sierpnia 2009 roku ogłoszono wejście firmy Marvel Entertainment w skład giganta medialnego – The Walt Disney Company. Jak później obliczono, Disney zakupił firmę za kwotę około 4,5 mld dolarów USD. Transakcja oficjalnie zakończyła się 31 grudnia 2009 roku po sprawdzeniu legalności przez urzędników.
Do listopada 2014 roku Marvel wydał ponad 43 tysiące zeszytów komiksowych, podczas kiedy DC Comics – 44 tysiące.
We wrześniu 2015 roku Marvel Studios zostało podłączone bezpośrednio pod Walt Disney Studios. Marvel Television i Marvel Animation pozostało nadal w Marvel Entertainment.

## Podział na dywizje
- Marvel Games
- Marvel New Media
- Marvel Characters B.V. (Holandia)
- MVL International C.V. (Holandia)
- Marvel International Character Holdings LLC (Delaware)
- Marvel Entertainment International Limited (Wielka Brytania)
- Marvel Property, Inc. (Delaware)
- Marvel Internet Productions LLC (Delaware)
- Marvel Toys Limited (Hongkong)
- MRV, Inc. (Delaware)
- Marvel Characters, Inc. – holding ze wszystkimi postaciami Marvela (link przenosi do angielskiej Wikipedii i listy wszystkich bohaterów z komiksów Marvela – ~~ 5000 postaci)
- Marvel Publishing, Inc. – publikator Marvel Comics
- Marvel Television – wytwórnia produkcji telewizyjnych
  - Marvel Animation – wytwórnia filmów i seriali animowanych